# Liste der Baudenkmale in Oldenburg (Oldb) – Lindenallee
In der Liste der Baudenkmale in Oldenburg (Oldb) – Lindenallee stehen alle Baudenkmale der Lindenallee in Oldenburg (Oldb).  Die Quelle der IDs und der Beschreibungen ist der Denkmalatlas Niedersachsen.
Der Stand der Liste ist das Jahr 2022(33).

## Allgemein
In den Spalten befinden sich folgende Informationen:
- Lage: die Adresse des Baudenkmales und die geographischen Koordinaten. Kartenansicht, um Koordinaten zu setzen. In der Kartenansicht sind Baudenkmale ohne Koordinaten mit einem roten Marker dargestellt und können in der Karte gesetzt werden. Baudenkmale ohne Bild sind mit einem blauen Marker gekennzeichnet, Baudenkmale mit Bild mit einem grünen Marker.
- Bezeichnung: Bezeichnung des Baudenkmales
- Beschreibung: die Beschreibung des Baudenkmales. Unter § 3 Abs. 2 NDSchG werden Einzeldenkmale und unter § 3 Abs. 3 NDSchG Gruppen baulicher Anlagen und deren Bestandteile ausgewiesen.
- ID: die Objekt-ID des Baudenkmales
- Bild: ein Bild des Baudenkmales, ggf. zusätzlich mit einem Link zu weiteren Fotos des Baudenkmals im Medienarchiv Wikimedia Commons. Wenn man auf das Kamerasymbol klickt, können Fotos zu Baudenkmalen aus dieser Liste hochgeladen werden:

Zurück zur Hauptliste
| Lage                                      | Bezeichnung | Beschreibung | ID       | Bild |
| ----------------------------------------- | ----------- | --- | -------- | ---- |
| Lindenallee 2 53° 8′ 27″ N, 8° 12′ 20″ O  | Wohnhaus    | Zweigeschossiger Putzbau von fünf Achsen über Sockelgeschoss unter Mansardhalbwalmdach. Eingang links im Souterrain, daneben jüngerer Garageneinbau. Rechts zweiachsiger Risalit, davor eingeschossiger polygonaler Standerker, darüber dreiachsiger Turmaufsatz. Putzgliederung: geschossteilende Gesimse (nicht zwischen EG und OG), Fensterrahmungen, im Wechsel Kantenquaderung. Erbaut 1900, Architekt: Carl Friedrich Spieske. | 37436172 | BW   |
| Lindenallee 4 53° 8′ 27″ N, 8° 12′ 20″ O  | Wohnhaus    | Zweigeschossiger Putzbau von fünf Achsen über Sockelgeschoss unter Mansardwalmdach. Eingang im Souterrain rechts. Links Risalit von zwei Achsen, davor eingeschossiger Standerker unter Balkon, im OG reduzierte Serliana (breites Fenster von schmalen begleitet), Zwerchgiebel. Putzgliederung: Rustizierung des Sockels, horizontale Fugen, geschossteilende Gesimse, Fensterrahmungen, in OG Brüstungsfelder, an der Serliana Pilaster und Gebälk. Erbaut 1900, Architekt: Carl Friedrich Spieske. | 37436217 | BW   |
| Lindenallee 4 53° 8′ 27″ N, 8° 12′ 20″ O  | Wohnhaus    | Zweigeschossiger Putzbau von fünf Achsen über Sockelgeschoss unter Mansardwalmdach. Eingang im Souterrain rechts. Links Risalit von zwei Achsen, davor eingeschossiger Standerker unter Balkon, im OG reduzierte Serliana (breites Fenster von schmalen begleitet), Zwerchgiebel. Putzgliederung: Rustizierung des Sockels, horizontale Fugen, geschossteilende Gesimse, Fensterrahmungen, in OG Brüstungsfelder, an der Serliana Pilaster und Gebälk. Erbaut 1900, Architekt: Carl Friedrich Spieske. | 37436217 | BW   |
| Lindenallee 5 53° 8′ 27″ N, 8° 12′ 21″ O  | Wohnhaus    | Giebelständiger eineinhalbgeschossiger Putzbau von vier Achsen über Sockelgeschoss mit Drempel unter Satteldach (Typus „Oldenburger Hundehütte“). Rechts Auslucht unter Balkon und links moderner Wintergartenanbau. Eingang auf der linken Seite. Putzgliederung: am Sockel horizontale Fugen, geschossteilende Gesimse, Fensterrahmungen. Vorgarten und eiserne Einfriedung. Erbaut 1879, Architekt: Johann Wempe. | 37436239 | BW   |
| Lindenallee 6 53° 8′ 26″ N, 8° 12′ 20″ O  | Wohnhaus    | Zweigeschossiger Backsteinbau mit Putzgliederung von fünf Achsen über Sockelgeschoss unter Walmdach. Links Terrasse mit Wintergarten über jüngerem Garageneinbau, mittig Eingang mit Freitreppe, rechts zweiachsige Auslucht über jüngerem Garageneinbau unter Balkon. Moderne Schleppgaupe. Putzgliederung: Rustizierung des Sockels, geschossteilende Gesimse, an den Kanten sowie Fensterlaibungen und -bögen im Wechsel Quader, Traufgesims mit Konsolfries. Vorgarten und eiserne Einfriedung. Erbaut 1892 durch Maurermeister Johann Heinrich Brandes. | 37436261 | BW   |
| Lindenallee 7 53° 8′ 26″ N, 8° 12′ 21″ O  | Wohnhaus    | Eineinhalbgeschossiger Putzbau von vier Achsen über Sockelgeschoss mit Drempel unter Satteldach (Typus „Oldenburger Hundehütte“). Eingang auf der linken Seite. Putzgliederung: Rustizierung des Sockels, Quaderung, geschossteilende Gesimse, Fensterrahmungen, Brüstungsfelder und Ädikulen. Vorgarten. Erbaut 1880 durch Maurermeister Johann Heinrich Brandes. | 37436283 | BW   |
| Lindenallee 8 53° 8′ 26″ N, 8° 12′ 19″ O  | Wohnhaus    | Zweigeschossiger Putzbau von ehemals vier Achsen über Sockelgeschoss unter Walmdach. Rechts Risalit, links in beiden Geschossen moderne Balkone, im Souterrain moderner Garageneinbau. Auf der linken Seite zurückgesetzter Vorbau mit Eingang. Vorgarten. Erbaut 1892, Architekt: Johann Diedrich Schelling, stark verändert seit den 1960er Jahren. | 37436305 | BW   |
| Lindenallee 10 53° 8′ 25″ N, 8° 12′ 20″ O | Wohnhaus    | Giebelständiger eineinhalbgeschossiger Putzbau von drei Achsen über Sockelgeschoss mit Drempel unter Satteldach (Typus „Oldenburger Hundehütte“). Links polygonaler Standerker mit jüngerem Garageneinbau. Auf der linken Seite zurückgesetzter vorbau mit Eingang. Rechts im EG französischer Balkon auf Konsolen. Erdgeschossfenster segmentbogig. Putzgliederung: geschossteilende Gesimse, über dem Portal Lünettenrelief und Kopf als Schlussstein, Fensterrahmungen mit Diamantquadern, Sohlbänke mit Konsolen, am Erker Traufgesims mit Konsolfries. Verzierter Schwebegiebel. Rest des Vorgartens und eiserne Einfriedung. Erbaut 1893, Architekt: wohl Ludwig Klingenberg. | 37436327 | BW   |
| Lindenallee 14 53° 8′ 25″ N, 8° 12′ 19″ O | Wohnhaus    | Zweigeschossiger Backsteinbau mit Putzgliederung von vier Achsen über Sockelgeschoss unter Walmdach. Fenster segmentbogig. Auf der rechten Seite zurückgesetzter Vorbau mit Eingang. Zwei moderne Rundgiebelgaupen. Putzgliederung: Rustizierung des Sockels und im Wechsel der Kanten, geschossteilende Gesimse, Fensterrahmungen und Brüstungsfelder, im OG als Balusterbrüstungen, Kranzgesims mit Konsolfries. Vorgarten und eiserne Einfriedung. Erbaut 1880 durch Maurermeister Johann Heinrich Wilhelm Schäfer. | 37436371 | BW   |
| Lindenallee 16 53° 8′ 24″ N, 8° 12′ 19″ O | Wohnhaus    | Giebelständiger eineinhalbgeschossiger Putzbau von vier Achsen über Sockelgeschoss mit Drempel unter Satteldach (Typus „Oldenburger Hundehütte“). Eingang auf der rechten Seite. Ehemals wohl mit Putzgliederung. Vorgarten und eiserne Einfriedung. Erbaut 1881 durch Maurermeister Johann Heinrich Wilhelm Schäfer. | 37436393 | BW   |
| Lindenallee 20 53° 8′ 23″ N, 8° 12′ 19″ O | Wohnhaus    | Zweigeschossiger Putzbau von vier Achsen über Sockelgeschoss unter Walmdach. Rechts zweiachsiger Risalit. Auf der linken Seite zurückgesetzter Vorbau mit Eingang. Putzgliederung: Rustizierung des Sockels, geschossteilende Gesimse, im EG Rustikabänderung, Fensterrahmungen und Brüstungsfelder, im OG als Balusterbrüstungen, im OG Pilaster, Kranzgesims mit Konsolfries, über dem Portal Nischen, darunter Jahreszahl „1886“. Vorgarten. Erbaut 1886 durch Maurermeister Johann Heinrich Wilhelm Schäfer. | 37436440 | BW   |
| Lindenallee 22 53° 8′ 23″ N, 8° 12′ 19″ O | Wohnhaus    | Giebelständiger eineinhalbgeschossiger Putzbau von vier Achsen mit Drempel unter Satteldach (Typus „Oldenburger Hundehütte“). Eingang auf der rechten Seite. Putzgliederung: geschossteilendes Gesims, Fensterrahmungen, im Giebel Brüstungsfelder und mittig Ädikula. Vorgarten und eiserne Einfriedung. Erbaut 1886. | 37436462 | BW   |
| Lindenallee 24 53° 8′ 22″ N, 8° 12′ 19″ O | Wohnhaus    | Giebelständiger eineinhalbgeschossiger Putzbau von vier Achsen mit Drempel unter Satteldach (Typus „Oldenburger Hundehütte“). Auf der rechten Seite zurückgesetzter Vorbau mit Eingang. Putzgliederung: horizontale Fugen, geschossteilendes Gesims, Fensterrahmungen und Brüstungsfelder, im Giebel mittig Ädikulen. Vorgarten. Erbaut 1886 durch Maurermeister Johann Heinrich Brandes. | 37436507 | BW   |
| Lindenallee 25 53° 8′ 22″ N, 8° 12′ 21″ O | Wohnhaus    | Giebelständiger eineinhalbgeschossiger Putzbau von vier Achsen über Sockelgeschoss mit Drempel unter Satteldach (Typus „Oldenburger Hundehütte“). Rechts Auslucht. Auf der linken Seite zurückgesetzter Vorbau mit Eingang (ehemals mit Freitreppe, heute im Souterrain). Putzgliederung: Rustizierung des Sockels, geschossteilende Gesimse, horizontale Fugen, Fensterrahmungen und Brüstungsfelder, im Giebel mittig Ädikula. Vorgarten. Erbaut 1880 durch Maurermeister Johann Heinrich Brandes. | 37438222 | BW   |
| Lindenallee 26 53° 8′ 22″ N, 8° 12′ 19″ O | Wohnhaus    | Giebelständiger eineinhalbgeschossiger Putzbau von vier Achsen über Sockelgeschoss mit Drempel unter Satteldach (Typus „Oldenburger Hundehütte“). Auf der rechten Seite zurückgesetzter Vorbau mit Eingang. Putzgliederung: Rustizierung des Sockels, horizontale Fugen, geschossteilende Gesimse, Fensterrahmungen und Brüstungsfelder, im Giebel mittig Ädikulen. Schwebegiebel. Vorgarten. Erbaut 1880 durch Maurermeister Johann Heinrich Brandes. | 37438245 | BW   |
| Lindenallee 27 53° 8′ 22″ N, 8° 12′ 20″ O | Wohnhaus    | Giebelständiger eineinhalbgeschossiger Putzbau von vier Achsen über Sockelgeschoss mit Drempel unter Satteldach (Typus „Oldenburger Hundehütte“). Links polygonaler Standerker unter Balkon. Eingang auf der rechten Seite. Putzgliederung: geschossteilende Gesimse, horizontale Fugen, Fensterrahmungen und Brüstungsfelder, im Giebel mittig Ädikula. Vorgarten und eiserne Einfriedung. Erbaut 1884, Architekt: Carl F. Spieske. | 37438267 | BW   |
| Lindenallee 28 53° 8′ 21″ N, 8° 12′ 19″ O | Wohnhaus    | Giebelständiger eineinhalbgeschossiger Putzbau von vier Achsen über Sockelgeschoss mit Drempel unter Satteldach (Typus „Oldenburger Hundehütte“). Auf der rechten Seite zurückgesetzter Vorbau mit Eingang. Putzgliederung: horizontale fugen, geschossteilende Gesimse, Fensterrahmungen, Brüstungsfelder, im Giebel mittig Pilaster und Gebälk. Vorgarten. Erbaut 1881 durch Maurermeister Johann Heinrich Brandes. | 37438290 | BW   |
| Lindenallee 29 53° 8′ 21″ N, 8° 12′ 21″ O | Wohnhaus    | Zweigeschossiger Backsteinbaui mit Putzgliederung von vier Achsen über Sockelgeschoss unter Walmdach. Links Risalit von zwei Achsen, davor Terrasse mit modernem Wintergarten, darüber moderner Zwerchgiebel. Fenster im OG rundbogig. Auf der rechten Seite zurückgesetzter Vorbau mit Eingang. Putzgliederung: horizontale Fugen am Sockel, geschossteilende Gesimse, horizontale Bänderung, Kantenquaderung, am Risalit im Obergeschoss Pilaster, Traufgesims mit Konsolfries. Vorgarten. Erbaut 1889, Architekt: Carl Friedrich Spieske. | 37438312 | BW   |
| Lindenallee 30 53° 8′ 21″ N, 8° 12′ 19″ O | Wohnhaus    | Giebelständiger eineinhalbgeschossiger Putzbau von vier Achsen über Sockelgeschoss mit Drempel unter Satteldach (Typus „Oldenburger Hundehütte“). Überwiegend Rundbogenfenster. Links Auslucht mit Giebel und kleiner polygonaler Terrasse. Auf der rechten Seite zurückgesetzter Vorbau mit Eingang, davor Windfang auf Säule und Freitreppe. Rechts und rückwärtiger Turmanbau. Sparsame Putzgliederung: geschossteilende Gesimse, schmale Fensterrahmungen, Kantenpilaster und Giebelrahmung. Vorgarten und Einfriedung aus massiven Pfosten mit Eisengitter. Erbaut 1904, Anbau 1907 durch Maurermeister Rosenbrok. | 37438336 | BW   |
| Lindenallee 31 53° 8′ 21″ N, 8° 12′ 20″ O | Wohnhaus    | Symmetrisches Pendant zu Nr. 33. Zweigeschossiger Backsteinbau mit Putzgliederung von drie Achsen über Sockelgeschoss unter Walmdach. Linke Achse breiter als Risalit mit Biforienfenster und Giebel, davor eingeschossiger polygonaler Standerker unter Balkon. Rechts Sockel vorgezogen für Terrasse. Im Obergeschoss Rundbogenfenster. Auf der rechten Seite zurückgesetzter Vorbau mit Eingang. Putzgliederung: Rustizierung des Sockels, geschossteilende Gesimse, im EG Fensterrahmungen und Brüstungsfelder, im OG nur Brüstungsfelder und Rahmung des Biforienfensters, dieses bekrönt von Sechspassoculus, am Standerker Pilaster. Vorgarten. Erbaut 1889, Architekt: Carl Friedrich Spieske.                                                                                    | 37438358 | BW   |
| Lindenallee 32 53° 8′ 20″ N, 8° 12′ 19″ O | Wohnhaus    | Giebelständiger eineinhalbgeschossiger Putzbau von vier Achsen über Sockelgeschoss mit Drempel unter Satteldach (Typus „Oldenburger Hundehütte“). Links polygonaler Standerker unter modern verändertem Balkon. Rechts jüngerer Garageneinbau. Auf der rechten Seite zurückgesetzter Vorbau mit Eingang. Reste einer Putzgliederung: Rustizierung des Sockels, horizontale Fugen, geschossteilende Gesimse, Brüstungsfelder. Erbaut 1887 durch Maurermeister Johann Heinrich Brandes. | 37438381 | BW   |
| Lindenallee 33 53° 8′ 20″ N, 8° 12′ 21″ O | Wohnhaus    | Symmetrisches Pendant zu Nr. 31. Zweigeschossiger Backsteinbau mit Putzgliederung von drei Achsen über Sockelgeschoss unter Walmdach. Rechte Achse breiter als Risalit mit Biforienfenster und Giebel, davor eingeschossiger polygonaler Standerker unter Balkon. Links Sockel vorgezogen für Terrasse. Im Obergeschoss Rundbogenfenster. Auf der linken Seite zurückgesetzter Vorbau mit Eingang. Putzgliederung: Rustizierung des Sockels, geschossteilende Gesimse, im EG Fensterrahmungen und Brüstungsfelder, im OG nur Brüstungsfelder und Rahmung des Biforienfensters, dieses bekrönt von Oculus mit Wappenrelief, am Standerker Pilaster. Vorgarten. Erbaut 1893, Architekt: Carl Friedrich Spieske.                                                                             | 37438404 | BW   |
| Lindenallee 36 53° 8′ 20″ N, 8° 12′ 19″ O | Wohnhaus    | Giebelständiger eineinhalbgeschossiger Putzbau von vier Achsen über Sockelgeschoss mit Drempel unter Satteldach (Typus „Oldenburger Hundehütte“). Rechts polygonaler Standerker unter Balkon. Auf der rechten Seite zurückgesetzter Vorbau mit Eingang. Putzgliederung: Rustizierung des Sockels, horizontale Fugen, geschossteilende Gesimse, Fensterrahmungen, am Erker und am Giebel mittig Pilaster, am Giebel mittig Balusterbrüstungen und Ädikula, Tafel über dem Eingang mit Jahreszahl „1893“. Vorgarten. Erbaut 1892–1893 durch Maurermeister Johann Heinrich Brandes. | 37438449 | BW   |
| Lindenallee 37 53° 8′ 19″ N, 8° 12′ 20″ O | Wohnhaus    | Zweigeschossiger Backsteinbau mit Putzgliederung von fünf Achsen über Sockelgeschoss unter Walmdach. Links im Souterrain Eingang, rechts daneben Sockel vorgezogen für Terrasse. Rechte zwei Achsen Risalit, davor Standerker unter Balkon. Fenster im Erdgeschoss segmentbogig, im Obergeschoss rundbogig. Putzgliederung: Rustizierung des Sockels, geschossteilende Gesimse, Fensterrahmungen, Brüstungsfelder. Vorgarten und Einfriedung aus massiven Pfosten mit Eisengittern. Erbaut 1893, Architekt: Carl Friedrich Spieske. | 37438471 | BW   |
| Lindenallee 38 53° 8′ 19″ N, 8° 12′ 18″ O | Wohnhaus    | Zweigeschossiger Backsteinbau von fünf Achsen über Sockelgeschoss unter Walmdach. Links Risalit von zwei Achsen, davor Standerker unter Balkon. Rechts Eingang. Fenster segmentbogig. Putzgliederung: Rustizierung des Sockels, geschossteilende Gesimse, Fenstersohlbänke, im Wechsel Rustikaquader und Schlusssteine, am Erker Balusterbrüstungen, am Portal Pilaster, Sprenggiebel und Obelisken, Traufgesims mit Konsolfries. Vorgarten. Erbaut 1893 durch Maurermeister Johann Heinrich Brandes. | 37438494 | BW   |
| Lindenallee 39 53° 8′ 19″ N, 8° 12′ 20″ O | Wohnhaus    | Giebelständiger eineinhalbgeschossiger Putzbau von vier Achsen über Sockelgeschoss mit Drempel unter Satteldach (Typus „Oldenburger Hundehütte“). Rechts Auslucht. Auf der linken Seite zurückgesetzter Vorbau mit Eingang. Putzgliederung: horizontale Fugen, geschossteilende Gesimse, Fensterrahmungen, im EG Brüstungsfelder, im Giebel mittig Balusterbrüstungen, Pilaster und Ädikulen. Vorgarten und eiserne Einfriedung. Erbaut 1892, Architekt: Carl Friedrich Spieske. | 37438516 | BW   |
| Lindenallee 40 53° 8′ 19″ N, 8° 12′ 18″ O | Wohnhaus    | Giebelständiger eineinhalbgeschossiger Putzbau von vier Achsen über Sockelgeschoss mit Drempel unter Satteldach (Typus „Oldenburger Hundehütte“). Rechts polygonaler Standerker unter modern verändertem Balkon. Auf der rechten Seite zurückgesetzter Vorbau mit Eingang. Putzgliederung: Rustizierung des Sockels, horizontale Fugen, geschossteilende Gesimse, Fensterrahmungen, am Erker Pilaster, am Giebel mittig Balusterbrüstungen, Pilaster und Gebälk. Vorgarten und eiserne Einfriedung. Erbaut 1893 durch Maurermeister Johann Heinrich Brandes. | 37438539 | BW   |
| Lindenallee 41 53° 8′ 18″ N, 8° 12′ 20″ O | Wohnhaus    | Giebelständiger eineinhalbgeschossiger Putzbau von vier Achsen über Sockelgeschoss mit Drempel unter Satteldach (Typus „Oldenburger Hundehütte“). Rechts Sockel vorgezogen für Terrasse (jetzt mit Wintergarten). Auf der linken Seite zurückgesetzter Vorbau mit Eingang. Putzgliederung: horizontale Fugen, geschossteilende Gesimse, Fensterrahmungen, am Giebel mittig Brüstungsfelder, Pilaster und Gebälk. Vorgarten. Erbaut 1888, Architekt: Carl Friedrich Spieske. | 37438561 | BW   |
| Lindenallee 44 53° 8′ 18″ N, 8° 12′ 18″ O | Wohnhaus    | Zweigeschossiger Putzbau von vier Achsen unter Walmdach. Links Risalit von zwei Achsen unter Volutengiebel mit Obelisken und Kugelaufsätzen. Auf der rechten Seite zurückgesetzter Vorbau mit Eingang. Fenster segmentbogig. Putzgliederung: horizontale Fugen, Rustizierung der Kanten, geschossteilendes Gesims, Fensterrahmungen und Brüstungsfelder, Traufgesims mit Konsolfries. Vorgarten und eiserne Einfriedung. Erbaut 1890 durch Maurermeister Johann Heinrich Brandes. | 37438609 | BW   |
| Lindenallee 47 53° 8′ 17″ N, 8° 12′ 20″ O | Wohnhaus    | Traufständiger eineinhalbgeschossiger Backsteinbau über Sockelgeschoss mit Drempel unter Satteldach (Variante des Typus „Oldenburger Hundehütte“). Links Sockel vorgezogen für Terrasse (heute mit Wintergarten). Rechts giebelständiger zweigeschossiger Querbau von zwei Achsen unter Schopfwalmdach. Auf der rechten Seite zurückgesetzter Vorbau mit Eingang. Putzgliederung: Rustizierung des Sockels, Kantenquaderung, geschossteilende Gesimse, Fensterrahmungen, im Querbau Ädikulen. Erbaut 1894, Architekt: Carl Friedrich Spieske. | 37438631 | BW   |
| Lindenallee 48 53° 8′ 17″ N, 8° 12′ 18″ O | Wohnhaus    | Zweigeschossiger Putzbau von vier Achsen über Sockelgeschoss unter Walmdach. Mittig Sockel vorgezogen für Terrasse, darüber im 1. OG flacher Erker, darüber nachträglich vereinfachtes Zwerchhaus. Auf der rechten Seite zurückgesetzter Vorbau mit Eingang. Putzgliederung: Rustizierung des Sockels, geschossteilende Gesimse, Fensterrahmungen, am Erker Pilaster. Vorgarten und eiserne Einfriedung. Erbaut 1891 durch Maurermeister Johann Heinrich Brandes. | 37438654 | BW   |
| Lindenallee 49 53° 8′ 16″ N, 8° 12′ 20″ O | Wohnhaus    | Eckhaus zur Hindenburgstraße. Zweigeschossiger Backsteinbau von sechs Achsen über Sockelgeschoss unter Mansardhalbwalmdach. Links einachsiger Risalit mit Giebel, daneben Eingang, und rechts dreiachsiger Risalit mit Giebel, davor Sockel polygonal vorgezogen für Terrasse. Rechts zur Hindenburgstraße rechts zweiachsiger Risalit, davor Standerker unter Balkon, darüber Zwerchgiebel. Putzgliederung: am Sockel horizontale Fugen und Kantenrustizierung, geschossteilende Gesimse, Kantenquaderung, Fensterrahmungen, Ädikulen. Vorgarten. Erbaut 1889, Architekt: Carl Friedrich Spieske. | 37438677 | BW   |
| Lindenallee 50 53° 8′ 16″ N, 8° 12′ 18″ O | Wohnhaus    | Eckhaus zur Hindenburgstraße. Zweigeschossiger Putzbau von vier Achsen über Sockelgeschoss unter Walmdach. Links flacher Risalit von zwei Achsen, davor polygonaler Standerker unter Balkon mit jüngerem Wintergarten, darüber später vereinfachter Zwerchgiebel. Eingang auf der rechten Seite. Links zur Hindenburgstraße breites Wandfeld und links drei Fensterachsen, vor den beiden rechten polygonaler Standerker unter Balkon. Links jüngerer rückwärtiger Anbau. Fenster segmentbogig. Putzgliederung: Rustizierung des Sockels und der Kanten, horizontale Fugen, geschossteilende Gesimse, Fensterrahmungen, Brüstungsfelder, an den Erkern Pilaster, Traufgesims mit Konsolfries. Vorgarten und eiserne Einfriedung. Erbaut 1891 durch Maurermeister Johann Heinrich Brandes. | 37438700 | BW   |